# Liste der Naturdenkmale in Wawern (Saar)
Die Liste der Naturdenkmale in Wawern nennt die im Gemeindegebiet von Wawern ausgewiesenen Naturdenkmale (Stand 3. Juni 2024).

## Ehemalige Naturdenkmale
| Nr. | Bezeichnung  | Lage                                       | Beschreibung                                 | Bild                                    |
| --- | ------------ | ------------------------------------------ | -------------------------------------------- | --------------------------------------- |
|     | Traubeneiche | südlich des Ortes; Abteilung Hochwald Lage | Quercus petraea; Rechtsverordnung aufgehoben | Direkt Bild zu diesem Denkmal hochladen |